# Linn–Benton megyei Közösségi Főiskola
A Linn–Benton megyei Közösségi Főiskola állami fenntartású felsőoktatási intézmény az Amerikai Egyesült Államok Oregon államának Albany városában; emellett Corvallis, Lebanon és Sweet Home településeken is folyik oktatás.

## Története
Egy felsőoktatási intézmény szükségessége már az 1960-as évek elején is felmerült, azonban az első felmérést 1964-ben végezték; eszerint a helyi igényeknek leginkább egy felsőoktatási szakképzéseket kínáló iskola lenne a legmegfelelőbb. A Linn–Benton megyei Közösségi Főiskola 1966-ban nyílt meg.
Miután Linn megye Benton megye segítségét kérte a finanszírozáshoz, az 1966. december 6-án tartott népszavazáson az intézményalapítást 3:1 arányban támogatták. Az oktatás 1967-ben indult az Albany különböző pontjain elhelyezkedő bérleményekben.
Itt indult el az ország első szennyvízkezelői képzése; a tandíj félévente hatvan dollár volt.
1970 februárjában a leendő állandó campus kialakításához államkötvények kibocsátásáról döntöttek. Az új székhelyet 1974 februárjában, a hallgatói önkormányzatnak otthont adó Takena épületet pedig 1979-ben adták át.
1998 májusában az Oregoni Állami Egyetemmel közös duális képzés indult; az új forma kezdetben az agrártudományok, valamint a mérnöki és üzleti szakok, később pedig minden képzés esetén elérhetővé vált.

## Kampuszok
A Pacific Boulevard mentén fekvő, 42 hektáros campuson 13 brutalista stílusú téglaépület és hét melléképület található. A campus létesítményei egy nagy udvart vesznek körbe; a déli oldaluk mentén futó járda mellett a földtörténeti korszakokat bemutató idővonal látható. Az iskolának könyvesboltja, kávézója és színháza is van.
Az intézmény kabalája a futókakukk (roadrunner); az albanyi campus 1974-es átadása előtt a hallgatókat is így becézték, mivel az órák között a város különböző pontjai között kellett ingázniuk.

## Akkreditáció
Az intézményt az Északnyugati Főiskolák és Egyetemek Bizottsága akkreditálta. Az itt megszerzett végzettséggel alapképzéseket indító iskolákban lehet továbbtanulni; az Oregoni Állami Egyetemmel átvételi partnerkapcsolatot tartanak fenn.

## Fordítás
- Ez a szócikk részben vagy egészben  a   Linn–Benton Community College című angol Wikipédia-szócikk ezen változatának fordításán alapul.  Az eredeti cikk szerkesztőit annak laptörténete sorolja fel. Ez a jelzés csupán a megfogalmazás eredetét és a szerzői jogokat jelzi, nem szolgál a cikkben szereplő információk forrásmegjelöléseként.